# Preobraženija
Preobraženija  (russo: Остров Преображенья) è un'isola russa situata nel mar Glaciale Artico. È stata scoperta nel 1736 da Vasilij Prončiščev durante le esplorazioni della Seconda spedizione in Kamčatka.

## Geografia e clima
L'isola è situata al di sopra del Circolo polare artico nel mare interno di Laptev nel mar Glaciale Artico. Più precisamente è situata nel golfo della Chatanga (Хатангский залив) a nord della più grande isola di Bol'šoj Begičev. L'isola ha una forma allungata, che si estende da nord a sud. La punta meridionale dell'isola si restringe e si trasforma in una lingua di sabbia. L'ansa occidentale di questa lingua forma la baia di Neupokoev. La costa orientale è rocciosa e ripida. L'isola è ricoperta di paludi e ci sono 4 piccoli laghi.
Amministrativamente fa parte della repubblica autonoma Sacha-Jacuzia benché sia distante pochissimi chilometri dal Territorio di Krasnojarsk. Il clima è di tipo glaciale e la temperatura scende al di sotto dello zero per molti mesi all'anno e il mare che bagna Preobraženija si ghiaccia velocemente e per lungo tempo.

## Popolazione
La popolazione nella piccola isola è assente ed è presente un solo edificio scientifico per la ricerca polare (abbandonato).
In passato il laboratorio era utilizzato raramente e decisero infine di abbandonarlo per insufficienza di risultati utili e di soldi. Anche le imbarcazioni che raramente passavano non approdavano nell'isola.